# Paffen
Das Paffen ist eine Technik, Rauch (in der Regel Tabakrauch) in die Mundhöhle zu bringen, ohne diesen zu inhalieren. Dazu erzeugt man einen Unterdruck im Mund, so dass der Rauch zu den Schleimhäuten und zu den Geschmacksrezeptoren gelangt. Somit wird das Nikotin aufgenommen und die an Teer-Teilchen gebundenen Aromen können „erschmeckt“ werden.
Nach meist nur wenigen Sekunden Einwirkzeit wird der Rauch wieder ausgeblasen. Bei Zigarren und Pfeifen nimmt man je nach Typ ungefähr pro Minute einen Zug. Manche Raucher ziehen auch seltener.
Der Rauch wird meist nicht, wie beim Tabakrauchen, direkt in die Lunge geatmet (inhaliert). Beim Paffen steht der Geschmack im Vordergrund, weshalb vielen Pfeifentabaken spezielle Würztabake oder andere Aromen, z. B. Vanille zugesetzt werden.
Beim Paffen bleiben die Giftstoffe des Rauches überwiegend im Mund- und Rachenraum und sind hier nicht weniger gefährlich als beim Einatmen in die Lunge. Die Giftstoffe – unter anderem Nikotin und Kohlenmonoxid – werden außerdem über die Zellen des Mundes (die Mundschleimhaut) aufgenommen und gelangen so in den Körper.
Das Rauchen von Cannabis wird in der Umgangssprache häufig auch als Paffen bezeichnet, obwohl hierbei die klassische Definition nicht zutrifft, da beim Rauchen von Cannabis der Rauch in der Regel zur Aufnahme der psychoaktiven Inhaltsstoffe in die Lunge inhaliert wird.